# نیدروینکلینگ
نیدروینکلینگ (به آلمانی: Niederwinkling) یک شهر در آلمان است که در بایرن واقع شده‌است.

## خصوصیات
نیدروینکلینگ ۲۵٫۶۳ کیلومترمربع مساحت دارد ۳۲۰ متر بالاتر از سطح دریا واقع شده‌است.